# Slag bij Marion
De Slag bij Marion, tijdens Stonemans Raid van 1864, vond plaats op 17 december en 18 december 1864 in Smyth County, Virginia tijdens de Amerikaanse Burgeroorlog. De Noordelijke generaal-majoor George Stoneman voerde een raid uit in zuidwestelijk Virginia met als doel de industriële infrastructuur bij Saltville en Marion te vernietigen.
Tijdens een slag die twee dagen duurde probeerde de Zuidelijke generaal-majoor John C. Breckinridge in de defensieve stellingen rond Marion de Noordelijke aanvallen af te slaan.  De eerste dag werden de Noordelijke aanvallen afgeslagen door gecoördineerde Zuidelijke acties bij een overdekte brug net buiten Marion.  Tegen het einde van de tweede dag moesten de Zuidelijken zich terugtrekken wegens een gebrek aan munitie. De Noordelijken rukten op naar de zoutmijnen en andere Zuidelijke infrastructuur.

## Achtergrond
Naast de militaire oorlogsvoering vormde de economische oorlogsvoering een belangrijk doel voor de Noordelijke strategie. In november 1864 stelde generaal-majoor George Stoneman, bevelhebber van het Army of the Ohio en bevelhebber van alle cavalerie in oostelijke Tennessee, voor om de Zuidelijke industriële infrastructuur in zuidwestelijk Virginia aan te vallen en te vernietigen. Op 6 december 1864 ontving Stoneman de goedkeuring van generaal-majoor John Schofield.

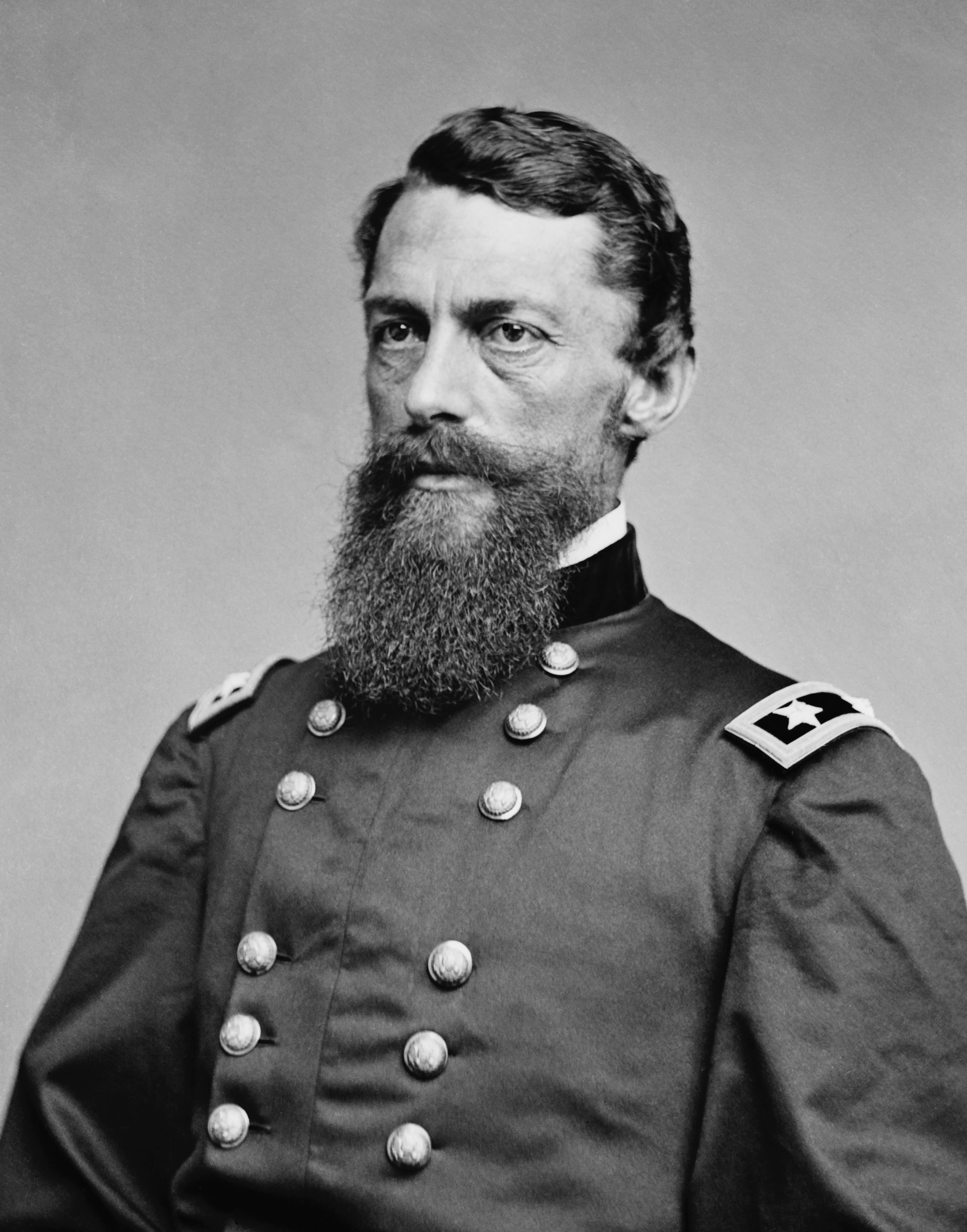
Generaal-majoor George Stoneman

## Samenstelling van de strijdmachten

### De Noordelijke strijdkrachten
Stoneman stelde zijn aanvalsmacht samen uit de eenheden onder leiding van de brigadegeneraals Alvan Cullem Gillem en Stephen Burbridge waaronder de 5th United States Colored Cavalry en 6th United States Colored Cavalry die de eerste aanval op Saltville uitvoerden. Stoneman gaf het bevel aan Burbridge om zijn 4.200 cavaleristen door de Cumberland Gap te brengen om Stoneman en Gillem bij Knoxville te versterken. In Knoxville was Gillem ondertussen bezig zijn 1.500 soldaten te equiperen voor de aanval. Stoneman deelde het doel van de aanval pas drie dagen na het vertrek uit Knoxville op 10 december mee aan zijn officieren.

## De Zuidelijke strijdkrachten

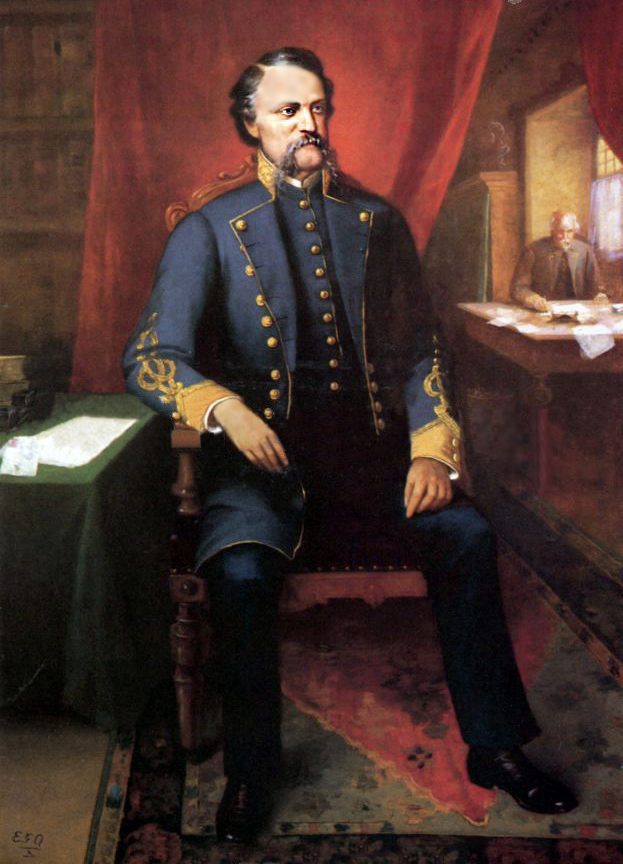
John C. Breckinridge

De Zuidelijke strijdkrachten werden aangevoerd door generaal-majoor John C. Breckinridge, bevelhebber van het Departement of Southwest Virginia. Hij had ongeveer 1.000 soldaten en 500 militietroepen onder zijn bevel. Veel van zijn eenheden waren overgeplaatst naar het Army of Northern Virginia om Richmond te beschermen. Zijn leger bestond uit het 4th Kentucky Cavalry, 10th Kentucky Cavalry, 13th Kentucky Cavalry, 64th Virginia Mounted Infantry, brigadegeneraal George B. Cosbys cavalerie en het 34th Battalion of Virginia Cavalry

## De slag

### Opmars
Rond de middag van 17 december 1864 vertrok Breckinridge met zijn 1.000 reguliere soldaten naar Marion. Ondertussen stuurde Stoneman regimenten naar Wytheville om alle waardevolle infrastructuur in de nederzetting te vernietigen. Ook stuurde hij twee regimenten naar de loodmijnen op 15 km van Wytheville.
Stoneman en Burbridge rukten verder op naar Marion waar ze op Witcher botsten. De Zuidelijken vuurden één salvo af en trokken zich terug in de richting van Marion.

### 17 december
Breckinridge voorste regiment, de 10th Kentucky Mounted Rifles onder leiding van kolonel Benjamin Caudill openden het vuur op de Noordelijken. Terwijl de rest van de Zuidelijke eenheden arriveerden, namen de Noordelijken hoger gelegen terrein in die overzicht boden over de rivier. De Zuidelijken vielen aan en verjoegen de Noordelijken. Breckinridge nam de pas veroverde stellingen in voor zijn eigen troepen. Burbridge ging in de tegenaanval. Naast de Zuidelijke cavalerie in bereden infanterie opende de batterij van majoor Richard Page eveneens het vuur op de Noordelijke charge. Door de vele slachtoffers diende Burbridge zich terug te trekken.
Opnieuw voerden de Noordelijken een charge uit die opnieuw mislukte. De Zuidelijken behielden hun linie. Tijdens de nacht werden er nieuwe borstweringen opgeworpen om de nieuwe Noordelijke aanvallen van de volgende dag op te vangen. Ondertussen namen de Noordelijken stellingen in bij een overdekte brug over de rivier naar Marion.

### 18 december
Bij het ochtendlicht openden de Noordelijke eenheden bij de brug het vuur op de Zuidelijke stellingen. Toen de ochtendmist was opgetrokken voerden Burbridge een nieuwe aanval uit. In de loop van de dag slaagden de Noordelijken erin om de 4th Kentucky terug te dringen. Een Zuidelijke tegenaanval verjoeg de Noordelijke aanvallers. De borstweringen waren opnieuw in Zuidelijke handen. De Zuidelijken drukten door waarbij ook de Noordelijke stellingen bij de brug in gevaar kwamen. Na herhaaldelijke aanvallen en tegenaanvallen slaagden de Zuidelijken erin om hun stellingen te handhaven. Tijdens de gevechten hadden ze het meeste van hun munitie verschoten. Hierop besliste Breckinridge dat een volgende Noordelijke aanval moeilijk tegen te houden zou zijn en trok zijn troepen terug. Op 20 december viel Saltiville en de infrastructuur in Noordelijke handen. De zoutpannen werden vernietigd.